# Kid Dynamite (band)
Kid Dynamite was een Amerikaanse punkband afkomstig uit Philadelphia, Pennsylvania die met tussenpozen actief was van 1997 tot en met 2013. De band speelde over het algemeen een soort melodische vorm van hardcore punk, dat soms naar poppunk neigde.

## Geschiedenis
De groep bestond uit drummer Dave Wagenschutz, gitarist Dan Yemin, zanger Jason Shevchuk en basgitarist Michael Cotterman, die de oorspronkelijk bassist Steve Farrell had vervangen. De band liet twee studioalbums en drie ep's uitbrengen voordat zanger en frontman Jason Shevchuk in 2000 besloot de band te verlaten om zijn opleiding aan de filmschool af te maken; de band werd vervolgens opgeheven. Bij Kid Dynamite speelden onder andere voormalige leden van de punkband Lifetime en toekomstige leden van een aantal andere bands waaronder None More Black, Armalite, LaGrecia, Paint It Black, Higher Giant en The Loved Ones.
In 2003 bracht Jade Tree Records, het platenlabel waar de band bij onder contract stond, een verzamelalbum uit met moeilijk te verkrijgen materiaal en liveopnames van de band getiteld Cheap Shots, Youth Anthems. Het album bevat ook een dvd dat diende als voorproefje voor een videoalbum dat later zou volgen. Op dit album stonden onder meer beelden van de reünieshows van Kid Dynamite uit 2003. In 2005 speelde de band een reünieshow bij de CBGB in New York op 22 augustus. Op 21 februari 2006 werd een videoalbum/documentaire over de band uitgegeven, getiteld Four Years in One Gulp. Het bevat videomateriaal van shows van Kid Dynamite uit het gehele bestaan van de band, van 1997 tot en met 2006.
De band was later weer actief van 2010 tot en met 2013 en speelde sporadisch reünieshows. Op 15 augustus 2010 werd via Jade Tree Records het verzamelalbum en dubbelalbum This is Hardcore uitgegeven, dat de twee studioalbums van de band samenvoegt in een album.

## Leden
| Laatste formatie - Dave Wagenschutz - drums - Dan Yemin - gitaar - Jason Shevchuk - zang - Michael Cotterman - basgitaar | Voormalige leden - Steve Farrell - basgitaar |

## Discografie
| Jaar | Titel                         | Type          | Label                  | Formaat      |
| ---- | ----------------------------- | ------------- | ---------------------- | ------------ |
| 1998 | Six Songs with Jay Singing    | ep            | (eigen beheer)         | cs           |
| 1998 | Kid Dynamite                  | studioalbum   | Jade Tree              | cd, lp       |
| 1999 | 88 Fingers Louie/Kid Dynamite | ep            | Sub City               | 10-inch, cd  |
| 1999 | Live                          | videoalbum    | The Path Less Traveled | VHS          |
| 1999 | I Stand Alone                 | ep            | I Stand Alone          | 7-inch       |
| 2000 | Shorter, Faster, Louder       | studioalbum   | Jade Tree              | cd, lp       |
| 2003 | Cheap Shots, Youth Anthems    | verzamelalbum | Jade Tree              | cd + dvd, lp |
| 2006 | Four Years in One Gulp        | videoalbum    | Jade Tree              | dvd          |
| 2010 | This is Hardcore              | verzamelalbum | Jade Tree              | 2x lp        |